# Belleserre
Belleserre (okzitanisch Bèlasèrra) ist eine französische Gemeinde mit 165 Einwohnern (Stand: 1. Januar 2022) im Département Tarn in der Region  Okzitanien. Die Gemeinde gehört zum Arrondissement Castres und ist Mitglied im Gemeindeverband Communauté de communes Aux sources du Canal du Midi. Die Bewohner werden Belleserriens und Belleserriennes genannt.

## Geografie

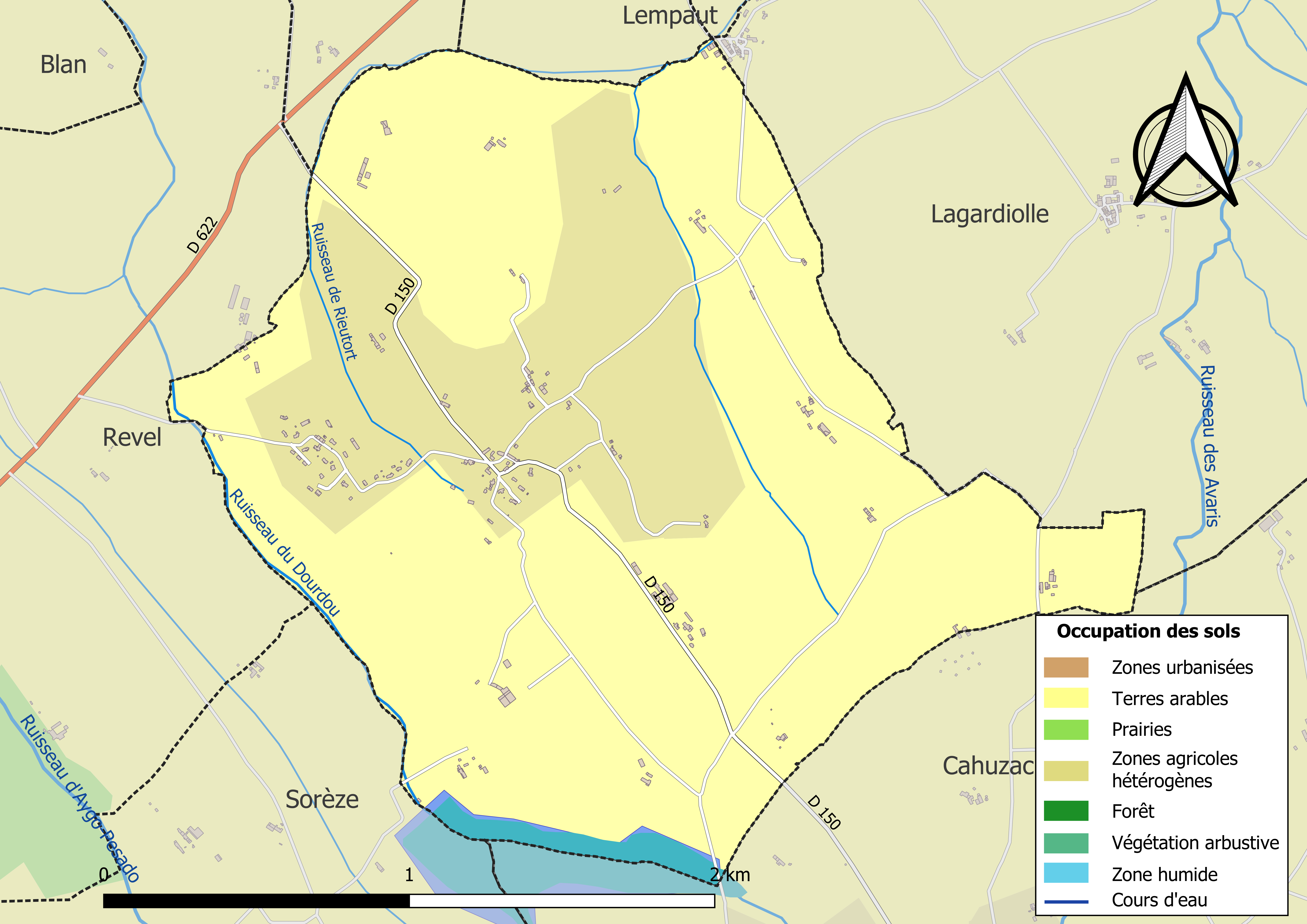
Bodennutzung, Hydrografie und Infrastruktur der Gemeinde (2018)

Belleserre befindet sich in der historischen Landschaft des Lauragais am südlichen Rand des Départements an der Grenze zum benachbarten Département Haute-Garonne, etwa 40 Kilometer nordnordwestlich von Carcassonne und etwa 51 Kilometer ostsüdöstlich von Toulouse. Belleserre liegt nordwestlich der Montagne Noire. Das Zentrum liegt auf etwa 230 m.
Das Gebiet befindet sich im Einzugsgebiet der Garonne und wird vom Ruisseau du Dourdou, vom Ruisseau de Rieutort und von einem kleineren Bach entwässert. Der Ruisseau du Dourdou wird im Süden im Lac d’en Brunet gestaut, bevor er in nordwestlicher Richtung fließend die Gemeinde im Südwesten begrenzt. Der zeitweise trockenfallende Ruisseau de Rieutort entspringt nahe dem Zentrum von Belleserre und fließt in nordwestlicher Richtung ab.
Nahezu die gesamte Fläche der Gemeinde wird landwirtschaftlich genutzt.
Belleserre grenzt im Nordwesten an Blan, im Norden und im Osten an Lagardiolle, im Südosten an Cahuzac, im Südwesten an Sorèze und im Westen an Revel (Département Haute-Garonne).

## Bevölkerungsentwicklung
| Belleserre: Einwohnerzahlen von 1793 bis 2020                                                                              | Belleserre: Einwohnerzahlen von 1793 bis 2020 | Belleserre: Einwohnerzahlen von 1793 bis 2020 | Belleserre: Einwohnerzahlen von 1793 bis 2020 | Belleserre: Einwohnerzahlen von 1793 bis 2020 |
| --- | --------------------------------------------- | --------------------------------------------- | --------------------------------------------- | --------------------------------------------- |
| Jahr |                                               |                                               |                                               | Einwohner                                     |
| 1793 | 1793                                          |                                               | 265                                           | 265                                           |
| 1800 | 1800                                          |                                               | 238                                           | 238                                           |
| 1806 | 1806                                          |                                               | 255                                           | 255                                           |
| 1821 | 1821                                          |                                               | 295                                           | 295                                           |
| 1831 | 1831                                          |                                               | 324                                           | 324                                           |
| 1836 | 1836                                          |                                               | 331                                           | 331                                           |
| 1841 | 1841                                          |                                               | 383                                           | 383                                           |
| 1846 | 1846                                          |                                               | 389                                           | 389                                           |
| 1851 | 1851                                          |                                               | 335                                           | 335                                           |
| 1856 | 1856                                          |                                               | 331                                           | 331                                           |
| 1861 | 1861                                          |                                               | 321                                           | 321                                           |
| 1866 | 1866                                          |                                               | 310                                           | 310                                           |
| 1872 | 1872                                          |                                               | 298                                           | 298                                           |
| 1876 | 1876                                          |                                               | 261                                           | 261                                           |
| 1881 | 1881                                          |                                               | 271                                           | 271                                           |
| 1886 | 1886                                          |                                               | 271                                           | 271                                           |
| 1891 | 1891                                          |                                               | 234                                           | 234                                           |
| 1896 | 1896                                          |                                               | 215                                           | 215                                           |
| 1901 | 1901                                          |                                               | 217                                           | 217                                           |
| 1906 | 1906                                          |                                               | 207                                           | 207                                           |
| 1911 | 1911                                          |                                               | 210                                           | 210                                           |
| 1921 | 1921                                          |                                               | 181                                           | 181                                           |
| 1926 | 1926                                          |                                               | 174                                           | 174                                           |
| 1931 | 1931                                          |                                               | 170                                           | 170                                           |
| 1936 | 1936                                          |                                               | 168                                           | 168                                           |
| 1946 | 1946                                          |                                               | 164                                           | 164                                           |
| 1954 | 1954                                          |                                               | 126                                           | 126                                           |
| 1962 | 1962                                          |                                               | 128                                           | 128                                           |
| 1968 | 1968                                          |                                               | 109                                           | 109                                           |
| 1975 | 1975                                          |                                               | 99                                            | 99                                            |
| 1982 | 1982                                          |                                               | 101                                           | 101                                           |
| 1990 | 1990                                          |                                               | 100                                           | 100                                           |
| 1999 | 1999                                          |                                               | 103                                           | 103                                           |
| 2006 | 2006                                          |                                               | 150                                           | 150                                           |
| 2013 | 2013                                          |                                               | 167                                           | 167                                           |
| 2020 | 2020                                          |                                               | 155                                           | 155                                           |
| Quelle(n): EHESS/Cassini bis 1999, INSEE ab 2006 Anmerkung(en): Ab 1962 offizielle Zahlen ohne Einwohner mit Zweitwohnsitz |                                               |                                               |                                               |                                               |

## Sehenswürdigkeiten

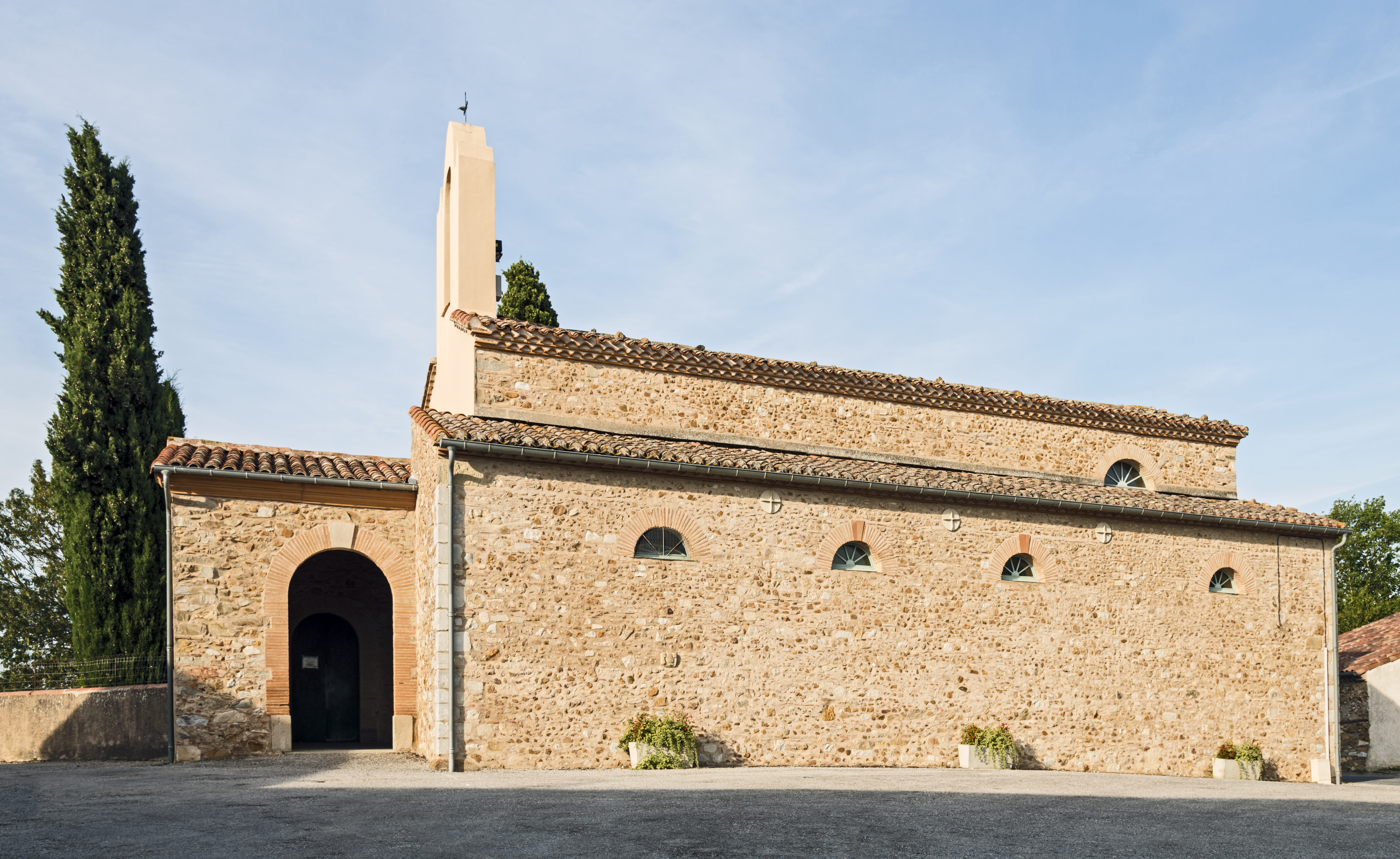
Kirche Saint-Pierre-ès-Liens
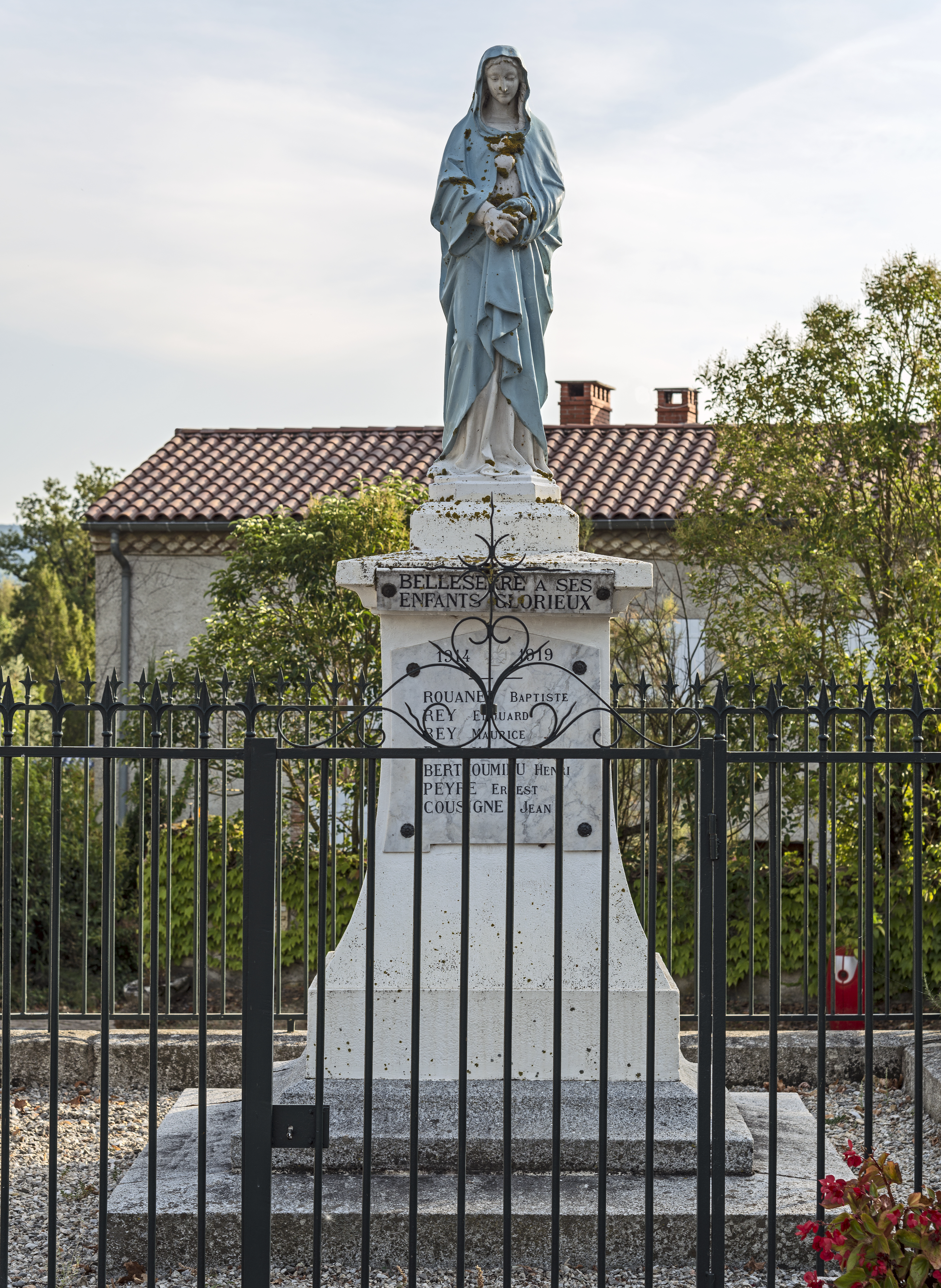
Kriegerdenkmal

- Kirche Saint-Pierre-ès-Liens
- Kriegerdenkmal

## Verkehr
Belleserre ist nicht direkt an eine größere Verkehrsachse angebunden. Die nachrangige Departementsstraße 150 und lokale Landstraßen stellen Verbindungen der Weiler innerhalb der Gemeinde und zu Nachbargemeinden her.